# El regreso del nativo
El regreso del nativo (The Return of the Native, título original en inglés) es la sexta novela publicada de Thomas Hardy. Apareció por vez primera en la revista Belgravia, una publicación conocida por su sensacionalismo, y fue presentada en doce mensualidades desde enero hasta diciembre de 1878. Debido a los controvertidos temas de la novela, Hardy tuvo ciertas dificultades para encontrar editor; las críticas, sin embargo, aunque hasta cierto punto variadas, fueron en términos generales positivas. En el siglo XX, El regreso del nativo se convirtió en una de las más populares novelas de Hardy.

## Resumen de la trama

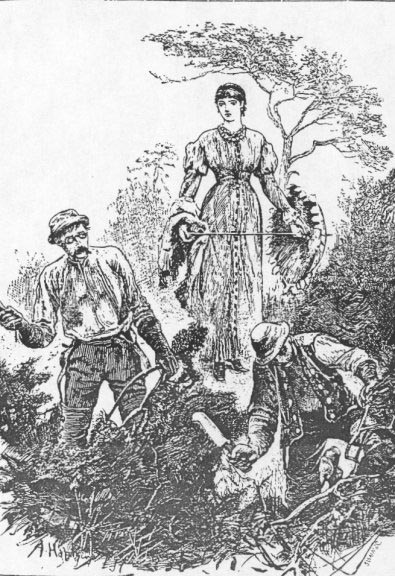
"Inconsciente de su presencia, él seguía cantando." Eustacia observa a Clym cortar aulaga en esta ilustración de Arthur Hopkins para la edición original de Belgravia (Lámina 8, julio de 1878).

La novela transcurre casi por entero en los alrededores de Egdon Heath, y, con la excepción del epílogo, Aftercourses, cubre exactamente un año y un día. La narración espera en la tarde de la Noche de Guy Fawkes (5 de noviembre) mientras Diggory Venn recorre lentamente el páramo, llevando una pasajera escondida en la parte trasera de su carromato. Cuando cae la oscuridad, los lugareños encienden hogueras en las colinas de los alrededores, enfatizando -no por última vez- el espíritu pagano del páramo y sus habitantes.
Venn es un vendedor de almagre; viaja por el campo marcando rebaños de ovejas con un mineral rojo llamado "reddle", un término dialectal en inglés para el almagre.  Aunque su comercio lo ha teñido de rojo de pies a cabeza, por debajo de su demoníaco aspecto él es un joven apuesto, sagaz y bien intencionado. Su pasajera es una joven llamada Thomasin Yeobright, a quien Venn está llevando a casa. Antes ese día, Thomasin había planeado casarse con Damon Wildeve, un posadero local conocido por su inconstancia; sin embargo, un detalle menor en la licencia por culpa de Wildeve ha retrasado el matrimonio. Thomasin, preocupada, corrió tras el carromato del vendedor de almagre y le pide que la lleve a casa. El propio Venn está enamorado de Thomasin, y sin éxito la cortejó un año o dos antes. Hoy, aunque él sabe que Wildeve no es merecedor de su amor, él es tan devoto de ella que está deseando ayudarla a casarse con el hombre elegido.
Al final, Venn llega a Bloom's End, la casa de la tía de Thomasin, la señora Yeobright. Es una buena mujer, aunque algo orgullosa e inflexible, y quiere lo mejor para Thomasin. En los meses anteriores, se opuso a la elección de su sobrina, y prohibió públicamente que se leyeran las amonestaciones; ahora, puesto que Thomasin ha resultado comprometida al dejar la ciudad con Wildeve y volver aún soltera, lo mejor que se puede hacer desde el punto de vista de la señora Yeobright es que el matrimonio pospuesto sea debidamente solemnizado tan pronto como sea posible.  Tanto ella como Venn empezaron a trabajar con Wildeve para asegurarse de que él cumpla su promesa con Thomasin.
Wildeve, sin embargo, aún está preocupado por Eustacia Vye, una joven de exótica belleza que vive con su abuelo en una casa solitaria en Egdon Heath. Eustacia es morena, una mujer majestuosa que creció en Budmouth, un centro costero de moda. Se considera por encima de la mayor parte de la gente del páramo; ellos, a su vez, la consideran una rareza e incluso uno o dos piensan que es una bruja. No se parece en nada a la dulce Thomasin. Odia el páramo, y aun así vaga por él constantemente, llevando un catalejo y un reloj de arena. El año anterior, ella y Wildeve fueron amantes; sin embargo, incluso en la cumbre de su pasión por él, ella sabe que sólo lo ama porque no había nada mejor a su disposición. Cuando Wildeve rompe su relación para cortejar a Thomasin, el interés de Eustacia en él regresa por breve tiempo. Los dos se encuentran en la noche de Guy Fawkes, y Wildeve le pide que huya a América con él. Ella le pone reparos.
Eustacia abandona a Wildeve cuando el hijo de la señora Yeobright Clym, un exitoso vendedor de diamantes, regresa de París a su nativo Egdon Heath.  Aunque él no tiene planes de regresar a París o al comercio de diamantes y de hecho, está abiertamente planeando convertirse en maestro de escuela para los pobres del campo, Eustacia lo ve como una forma de escapar del odiado páramo y empezar una existencia más grande y rica en otro lugar, más glamuroso.  Con ciertas dificultades, ella consigue conocer a Clym, y los dos se enamoran rápidamente. Cuando la señora Yeobright planea objeciones, Clym discute con ella; más tarde, ella se pelea también con Eustacia.
Cuando se da cuenta de que ha perdido a Eustacia, Wildeve se casa con Thomasin, quien da a luz a una niña el verano siguiente. Clym y Eustacia también se casan y van a vivir a un pequeño cottage a unos ocho kilómetros de distancia, donde disfrutaron de un breve período de felicidad. Pero las semillas del rencor no tardan en empezar a germinar: Clym estudia noche y día para preparar su nueva carrera como maestro de escuela mientras Eustacia se aferra a la esperanza de que ella abandonará la idea y la llevará al extranjero. En lugar de ello, él casi se queda ciego con demasiada lectura, luego mortifica aún más a su esposa decidiendo ganarse la vida a duras penas como cortador de aulaga.  Eustacia, al ver desaparecer sus sueños, se encuentra viviendo en una cabaña en el páramo, encadenada por el matrimonio a un hombre trabajador modesto.
En este punto, Wildeve reaparece; inesperadamente ha heredado una gran suma de dinero, y ahora se encuentra en mejor posición para cumplir con las esperanzas de Eustacia. Va a casa de los Yeobright en mitad de un ardoroso día de agosto y, aunque Clym está en casa, él están profundamente dormido en el sueño de la habitación después de una agotadora sesión de corte de aulaga. Mientras Eustacia y Wildeve hablan, la señora Yeobright llama a la puerta; ha decidido visitar a su hijo, confiando que así hará las paces con él. Eustacia la mira a través de la ventana y luego, un poco alarmada, hace que su visitante se escape por la puerta trasera. Oye a Clym llamando a su madre y, pensando que la llamada de su madre lo había despertado, se queda en el jardín durante unos pocos momentos. Cuando Eustacia vuelve dentro, se encuentra con que Clym sigue dormido y que su madre se ha ido. Ella se da cuenta entonces de que Clym simplemente gritó el nombre de su madre en sueños.
Resulta que la señora Yeobright vio a Eustacia mirando por la ventana; también vio las herramientas de Clym junto a la puerta, de manera que sabe que los dos están en casa. Ahora, creyendo que su hijo, deliberadamente, había querido dejarla fuera de su casa, entristecida empieza una larga y acalorada caminata hasta su casa. En un momento posterior de esa tarde, Clym, sin saber el intento de visita, se encamina a Bloom's End y en el camino encuentra a su madre moribunda junto al camino, muriendo de la picadura de una víbora. Cuando ella muere esa noche por los efectos del veneno de la víbora y golpe de calor, la pena de Clym y su remordimiento lo enferman durante varias semanas. Eustacia, atormentada por la culpa, no se atreve a decirle el papel que tuvo en la tragedia; cuando con el tiempo descubre, por el niño de una vecina, la visita de su madre, y la de Wildeve, él se apresura a ir a casa para acusar a su esposa de asesinato y adulterio.  Eustacia rechaza explicar sus acciones; en lugar de ello, le dice No eres ninguna bendición, esposo mío y le reprocha su crueldad. Ella se vuelve a casa de su abuelo, donde lucha con su desesperación mientras ella espera alguna palabra de Clym.
Wildeve la visita de nuevo la noche de Guy Fawkes, y la ofrece ayudarla a huir a París. Eustacia se da cuenta de que si ella le permite a Wildeve ayudarla, ella se verá obligada en convertirse en su amante. Le dice que cuando lo necesite le enviará una señal por la noche si ella decide aceptar. La ira de Clym, sin embargo, se ha calmado y él envía a Eustacia una carta el día siguiente ofreciéndole la reconciliación. La carta llega unos pocos minutos demasiado tarde; para la época en que su abuelo se la intenta dar, ella ya le ha hecho la señal a Wildeve y se marcha a través del viento y de la lluvia para encontrarse con él. Ella se marcha llorando, sin embargo, sabiendo que va a romper sus votos matrimoniales por un hombre que no es merecedor de ella.
Wildeve prepara un caballo y un carruaje y espera a Eustacia en la oscuridad.  Thomasin, adivinando sus planes, envía a Clym a interceptarlo; ella también, por casualidad, se encuentra con Diggory Venn mientras se lanza al páramo ella misma persiguiendo a su esposo.  Eustacia no aparece; en lugar de ello, se cae, o se arroja a la cercana presa de Shadwater. Clym y Wildeve oyen la salpicadura y se apresuran a investigar. Wildeve se lanza imprudentemente tras Eustacia sin preocuparse de quitarse el abrigo, mientras Clym, más cauteloso, acaba sin embargo hundido en las aguas embravecidas. Venn llega a tiempo de salvar a Clym, pero es demasiado tarde para los otros dos. Cuando Clym revive, se acusa a sí mismo de asesinar a su mujer y a su madre.
En el epílogo, Venn deja de ser vendedor de almagre para convertirse en un ganadero. Dos años más tarde, Thomasin se casa con él y se establecen felizmente juntos. Clym, ahora una figura triste y solitaria, se dedica a predicar.

## Debate
Con su heroína llena de defectos y su tratamiento abierto (para la época) de las relaciones sexuales ilícitas, El regreso del nativo asombró a más de uno cuando apareció por vez primera como serie en la Gran Bretaña victoriana. Aunque él intentó estructurar la novela en cinco libros, imitando en esto el formato trágico clásico, Hardy se sometió a los gustos del público que leía por entregas lo suficiente para agregar un final feliz para Diggory Venn y Thomasin en un sexto libro, Aftercourses. En la concepción original de Hardy, Venn conserva su carácter de extraño almagrero, mientras Thomasin vive el resto de su vida como viuda.
La elección de los temas de Hardy —política sexual, deseo contradicho, y las exigencias enfrentadas de la naturaleza y la sociedad— hace de esta una auténtica novela moderna. Por debajo de estos temas modernos, sin embargo, subyace un sentido clásico de la tragedia: Hardy escrupulosamente observa las tres unidades de tiempo, lugar y acción y sugiere que las luchas de aquellos que intentan escapar a su destino sólo apresurarán su destrucción.  Para enfatizar este punto, usó como telón de fondo un antiguo y empinado páramo en la historia precristiana y proporciona un coro formado por el abuelo Cantle, Timothy Fairwayy el resto de los habitantes del páramo. Eustacia, que manipula el destino con la esperanza de abandonar Egdon Heath para tener una vida más plena en París, en lugar de ello se convirtió en una residente eterna cuando ella se ahoga en la presa de Shadwater; Wildeve comparte no sólo el sueño de Eustacia de escapar, pero también su destino; y Clym, que pretendía ser un reformador educativo, sobrevive a la presa pero vive como un hombre solitario y lleno de remordimientos.
Algunos críticos —especialmente D. H. Lawrence— ven la novela como un estudio de la manera en que las comunidades controlan a sus inadaptados. En Egdon Heath, la mayor parte de la gente (en particular las mujeres) miran con recelo a la orgullosa y nada convencional Eustacia. La señora Yeobright la considera demasiado extraña e informal para ser una novia adecuada para su hijo, y Susan Nunsuch, que cree abiertamente que ella es una bruja, intenta proteger a sus hijos de la influencia supuestamente malévola de Eustacia pinchándola con un alfiler y más tarde quemándola en efigie.  Clym al principio se ríe de tales supersticiones, pero más tarde asume la opinión mayoritaria cuando rechaza a su esposa como asesina y adúltera. Desde esta perspectiva, Eustacia muere porque ha interiorizado los valores de la comunidad hasta el punto de que, incapaz de escaparse de Egdon sin confirmar su estatus como mujer caída, ella elige suicidarse. Por lo tanto pone fin a sus sufrimientos mientras al mismo tiempo —ahogándose en la presa como cualquier mujer en lugar de flotar, como las brujas— demuestra a la comunidad que en esencia es inocente.

## Lista de personajes
- Clement (Clym) Yeobright— Un hombre de unos treinta años que abandona una carrera de negocios en París para volver a su Egdon Heath nativo para convertirse en un "maestro de escuela para los pobres y los ignorantes" (el propio Hardy dejó una exitosa carrera como arquitecto en Londres y regresó a su Dorchester natal para convertirse en escritor). Clym es el "nativo" al que se refiere el título de la obra.
- Eustacia Vye—una joven belleza de cabello oscuro como ala de cuervo quien se lamenta de su vida en el páramo y ansía escapar de él para llevar una vida con más aventuras. Parte de los lugareños consideran que es una bruja. Hardy la describe como "el material crudo de una divinidad".
- La señora Yeobright—madre de Clym, una viuda de inflexibles estándares. Thomasin ha vivido con ella durante muchos años, pero Clym es su único hijo. Ella desaprueba intensamente a Eustacia.
- Thomasin (Tamsin) Yeobright—La prima de Clym y sobrina de la señora Yeobright, una muchacha de modales suaves y expectativas convencionales. En el manuscrito original de Hardy, Wildeve la engaña con un matrimonio falso para seducirla. "La señora Yeobright vio una pequeña figura... indefensa salvo por el poder de su propia esperanza."
- Damon Wildeve—anterior amante de Eustacia y primer esposo de Thomasin. Es un antiguo ingeniero que ha fracasado en su profesión y ahora lleva una posada, "La mujer tranquila"—así llamada debido a que en su letrero representa a una mujer decapitada llevando su propia cabeza. Es mujeriego e inconstante.
- Diggory Venn—Un hombre con recursos de veinticuatro años y vendedor ambulante de almagre, tiza roja usada para marcar las ovejas. Generosamente protege a Thomasin a lo largo de la novela a pesar del hecho de que ella ha rechazado casarse con él dos años antes. Vigila a Eustacia para asegurarse de que Wildeve no vuelve con ella. Al final, renuncia a su comercio para convertirse en granjero de vacas lecheras como su padre, y al hacerlo abandona su piel roja. Entonces se convierte en un marido adecuado para Thomasin.  La coloración roja de Venn y las frecuentes referencias narrativas a su carácter diabólico o mefistofélico son simbólicas e importantes. En un capítulo particularmente significativo ("The Morning and Evening of an Eventful Day"), Venn muestra una continuada e improbable racha de buena suerte, lanzando dados una y otra vez y derrotando a un rival.  Esto hace de Venn algo así como un deus ex machina, así como una figura casi mágica.  Mientras Hardy abandona estos aspectos del personaje de Venn al final de la novela, durante su fase "almagrera", Venn dota de elementos de realismo mágico y lo que los modernos lectores entenderían como elementos superheroicos de la novela.
- Capitán Drew—el abuelo de Eustacia y anterior oficial naval (rebautizado Capitán Vye en ediciones posteriores).
- Timothy Fairway—Un hombre sentencioso de mediana edad que es ampliamente respetado por otros habitantes del páramo.
- Abuelo Cantle—un antiguo soldado, algo senil, y siempre vivaz, de alrededor de 69 años de edad.
- Christian Cantle—El temeroso y tímido nieto del abuelo Cantle, de unos 31 años.
- Humphrey—Ocasional colega de Clym, un cortador de aulaga (la aulaga es un arbusto bajo, espinoso que normalmente se le llama tojo).
- Susan Nunsuch—La vecina más cercana de Eustacia y su más amarga enemiga quien se convence de que la brujería de Eustacia ha causado la enfermedad de su hijo. En una escena memorable, Susan intenta protegerlo haciendo una efigie en cera de Eustacia, pinchándola con alfileres y derritiéndola en su chimenea mientras murmura el padrenuestro al revés. Eustacia se ahoga más tarde aquella noche.
- Johnny Nunsuch—hijo de Susan, un muchacho. Se encuentra con la señora Yeobright durante su fatal caminata de regreso a casa y, obedeciendo sus deseos, le cuenta sus últimas palabras a Clym: Soy una mujer de corazón roto y mi hijo me ha apartado.
- Charley—Un muchacho de 16 años que trabaja para el capitán Drew y admirador de Eustacia, en gran medida desde lejos.
- Egdon Heath—El escenario de todos los acontecimientos de la novela; considerado también por algunos críticos como el principal personaje.[5] Es profundamente antiguo, el escenario de vidas paganas, intensas pero largamente olvidadas. Como atestiguan sus túmulos, es también un cementerio que se ha tragado innumerables generaciones de habitantes sin cambiar mucho él mismo. Para Thomasin, Clym y Diggory, en su lugar benigno y natural; a los ojos de Eustacia, se convierte en una presencia malévola que pretende destruirla.

## Adaptaciones
La primera y única versión filmada de El regreso del nativo fue una película para televisión lanzada en 1994 en el Hallmark Hall of Fame. La película se ambientó en Exmoor más que en Egdon Heath: la película está protagonizada por las estrellas Catherine Zeta Jones como Eustacia Vye, Clive Owen como Damon Wildeve, Ray Stevenson como Clym Yeobright y Joan Plowright como la señora Yeobright. La dirigió Jack Gold.  
En una adaptación del año 2010 se lanzó directamente a vídeo de El regreso del nativo. Fue dirigida por Ben Westbrook y se ambienta en los Apalaches durante la gran depresión.
La novela también ha sido adaptada al teatro en varias ocasiones.

## En la cultura popular
- La grabación de los Monty Python's de 1973,  Matching Tie and Handkerchief incluye una escena llamada "Novel Writing", en la que un grupo se reúne para ver a Thomas Hardy empezar su última novela mientras que un entusiasta locutor deportivo va haciendo comentarios. La novela es El regreso del nativo.
- A principios de los años 1970, Granada Television produjo un documental de media hora en su serie de arte "Parade" titulado Egdon Heath en el que un actor representando a Gustav Holst camina a lo largo del páramo desierto mientras suena la música de su poema tonal Egdon Heath, y ve escenas y personajes de la novela que inspiraron la música.
- Este relato es mencionado por Holden Caulfield en la novela clásica de J. D. Salinger El guardián entre el centeno.
- En 1993, el cantante tradicional británico Johnny Collins grabó Diggery Venn the Raddle Man (sic) en su álbum Pedlar of Songs.
- En 1994, la banda de Seattle Thrones lanzó un sencillo titulado "Reddleman".
- La banda The Rainmakers lanzó una canción titulada "Reddleman Coming".
- El CD de la banda indie Nightmare of You (2009) Infomaniac contiene una canción titulada "Eustacia Vye".
- En la película hindú de 1967 Raaz, el jefe de estación, en el comienzo de la película, en la estación de tren está leyendo esta novela.
- La canción del músico Patrick Wolf titulada "House" se refiere a la novela.